# Краљевско позориште (Бат)
Краљевско позориште у Бату је позориште саграђено 1805. године. Објекат се налази на листи најважнијих примера џорџијске позоришне архитектуре. Капацитета је за око 900 људи. Позориште је изграђено како би заменило старо позориште Олд Орхард Стрит, а пројектовали су га архитекте Џон Палмер и Џорџ Денс. Отворено је Шекспировом представом Ричард III, а угостило је многе водеће глумце тог времена укључујући Доротеа Џордана, Вилијама Макредија и Едмунда Кена. Велики пожар 1862. године уништио је унутрашњост зграде, али је обнова уседила брзо.
Наредно преуређење извршено је 1902. године и укључило је ново степениште и уградњу електричне расвете. Упркос представама са јаким глумачким кадровима као што су Сара Бернард, балерина Ана Павлов и Патрик Камбел, позориште је ретко било профитабилно. Током Другог светског рата у позоришту су глумили Доналд Волфит, Ирен Ванбриг, Џон Гилгуд и Сибил Тордик. 
Године 1979. позориште је након јавних донација подвргнуто обнови позоринице и постављањем нове опреме за сценографију и осветљење. Године 1997. отворено је ново позориште са 150 места, познато као Устинов студио. Радови у позоришту били су током 2010. године, а пет година раније отворено је позориште за децу у оквиру Краљевског позоришта, чији комлекс обухвата барове и ресторане.

## Историјат

### Изградња
Позориште је подигнуто 1805. године, замењујући улични театар Олд Орхард Стрит који је 1768. године добио краљевски патент омогућавајући употребу имена Краљевско позориште, први који је то постигао ван Лондона. Ново позориште први пут је предложено 1802. године на више локалитета у Бату све док тренутни локалитет није изабран 1804. године; финансирање је прикупљено коришћењем Тонтина, инвестиционог плана названог по наполитанском банкару Лорензу де Тонтију који га је изумео у Француској 1653. године. Комбиновао је карактеристике групног ануитета и лутрије. Сваки претплатник уплатио је у фонд договорену суму, а након тога је примио ануитет. Како су чланови умирали, њихове акције су прелазиле на остале учеснике, и тако се вредност сваког ануитета повећавала. По смрти задњег члана, шема је завршена. Акције, које су коштале 200 фунти, брзо су купљене, а принц Регент који је касније постао Џорџ IV и његов брат принц Фредерик били су међу претплатницима. Слична шема раније је коришћена за изградњу просторија за монтажу купатила.
Спољашњост зграде, са луковима, пиластрима, венцима и украсима, што је видљиво са трга Буфорд, дизајнирао је Џорџ Ден млађи који је дизајнирао и украсне делове унутрашњости. Главно ткиво зграде израдио је Џон Палмер, који је надгледао изградњу. Стропови су били украшени плочама, које је насликао Андреа Касали, а позоришту поклонио Паул Коб Метуен. Због потенцијалне штете од гасних светла, која су постављена 1827. године, слике је Вилијам Блатвејт преселио у Дирхам Парк.
Уводне вечери 12. октобра 1805. године била је продукција Ричарда III, са непознатим глумцем у главној улози. Иако није било успеха, позориште је убрзо стекло добру репутацију и успевало под управом Вилијама Виата Димонда. Рани наступи укључивали су наступе дечјих глумаца Мајстора Бети и Кларе Фишер, са главним глумцима истакнутих глумаца на лондонској сцени, укључујући Доротеу Џордан, Вилијама Марсеради и Едмунда Кена. Поред Шекспира и других озбиљних драма, продукције су укључивале оперу и комедију са Јозефом Грималдијем који је играо кловна у пантомими Мајке гуске у новембру 1815. године. Између десетих и педесетих година 19. века дошло је до низа промена у власништву и управљању. Они су се поклопили с пуританским препородом и падом популарности Бата; смањење примања је изазвало проблеме међу запосленима. Као резултат тога, позориште је претрпело финансијске кризе и запало у период пада. Ситуација се почела побољшавати када је Џејмс Хенри Кут, који је био управник просторија преузео функцију управника позоришта, након чега је публика поново почела да посећује позориште..

### Пожар и реновирање
Дана 18. априла 1862. године велики пожар уништио је унутрашњост зграде, укључујући сцену, сценографију, гардеробу и библиотеку, оставивши само спољне зидове. Основана је нова компанија за обнову позоришта и конкурс за дизајн. Победник је била компанија С. Џ. Пипс и обнова, која је укључивала нова улазна врата брзо је уследила. Садашњи главни улаз у позориште, саградио је 1720. године Томас Гринвеј. Певснер је критиковао летвице оквира прозора, а носача на вратима сматрао „претераним”, док је Вуд критиковао „префињене украсе” наводећи да они нису типични за позориште. Кут је остао као менаџер и запослио Чарлса Кена и Елен Тери, који су играли у представи  „Бадње ноћи“, 3. марта 1863. године у уводној ноћи. Првобитно отворено позориште борило се да постане профитабилно упркос наступима Хенрија Ирвинга између осталих. Године 1885. Вилијам Левис је преузео функцију закупаца, а 1892. године наследио га је син Егберт Левис. Они су 1892. преуредили позориште и привукли већу редовну публику представама мелодраме и комедије, док су почели да постављају опере Гилберта и Саливана, као и друге атракције.

### 20. век
Године 1902. позориште се затворило девет месеци како би се омогућило да се изводе обимни грађевински радови у складу са условима Краљевске повеље. То је подразумевало ново степениште, постављање електричне расвете, нову ватрогасну завесу и радијаторе широм аудиторијума. Године 1905. на годишњицу отварања Краљевског позоришта, извели су бројне представе Вилијама Шекспира у друштву глумаца које је водио Франк Бенсон.
Године 1914. позориште је преузео позоришни управник Артур Карлтон, из Вустера. Будући да је у то време био задужен за 14 позоришта широм земље, за локалног управника именовао је госпођу Д. Валентин Мунро. Представе су одржаване током Првог светског рата, а 1916. године. Двадесетих година 20. века у позоришту се појављују руске балерине Ана Павлова и Патрик Кампбел. Током Велике депресије тридесетих година позориште није било профитабилно и затворено је у потпуности шест месеци. ГОдине 1938. закуп је преузео Рег Мадок, чија се породица наредних 40 година бавила позориштем. Током Другог светског рата, позориште је имало боље резултате, уз наступе истакнутих глумаца, укључујући Доналда Волфита, Ирен Ванбруг, Џона Гилгуда и Сибил Торндик. У послератним годинама, признања су претрпела док се публика смањивала због конкуренције биоскопа и телевизије. Неуспешни предлози дати су поверењу за управљање позориштем 1968. године, а седамдесетих година акције у власничкој компанији купио је програмер имовине Чарлс Вар, који их је продао Чарлсу Кларку, адвокату из Бристола. Кларке је био одговоран за преуређење зграде, али како је зарада и даље била мала, 1976. године продао ју је Луису I. Михаелсу.
У марту 1979. године пропало позориште купио је Џереми Фри за 155.000 фунти. Следеће године је покренут апел за прикупљање новца за обнове, укључујући комплетну обнову позорнице, постављање челичне решетке за одржавање сценске расвете и пејзажа и неке системе, како би се омогућило великим турнејским компанијама, укључујући Краљевско национално позориште да наступају. Укупни пројектовани трошак био је 3,5 милиона фунти, од чега се 1,8 милиона фунти сматрало неопходним за поновно отварање позоришта. Новац и донације у натури примили су од градског већа, уметничког савета Енглеске, Савета за историјске зграде, Компаније за чишћење и рестаурирање и многих појединаца.
Радове на згради пројектовали су да архитекте Давтон и Хурст. Међутим, како је до 1982. године прикупљено недовољно средстава за завршетак радова, преговарало се о зајму са Бристол & Вестом и Ломбард Норт Централом, уз гаранције локалних савета. Позориште је поново отворено 30. новембра 1982. године представом „Сан летње ноћи“, у којој је играла глумачка постава Народног позоришта коју је водио Пол Скофилд. Догађају је присуствовала принцеза Маргарета, грофица од Сноудона.

### 2010—данас
У октобру 2009. године покренут је „Апел за преуређење 2010.“ коју је покренула Камила, војвоткиња од Корнвола, како би прикупила новац за програм рада за очување зграде старе 200 година, истовремено осигуравајући да она остане погодно за публику 21. века. Обнова је укључила проширено предворје, побољшани лифт и онемогућен приступ штандовима и нивоима краљевског круга, потпуну обнову барова, отварање новиг и преуређење аудиторијума. Техничка побољшања укључивала су обнову позорнице главне куће и обиман програм поновног постављања и осветљења широм зграде, са новим системима противпожарног аларма, климатизацијом и осветљењем, а сви су дизајнирани да побољшају ефикасност зграде и смањењу угљеничног отиска за неких 30%. Дизајн су урадили архитекти Филден Клег Бредли Студиос, а грађевинска фирма Мидас је уговорена за завршетак грађевинских радова.
Успешна кампања, коју је водио писац и романописац Бел Муни, која је била кључна у претходним кампањама прикупљања средстава за Краљевско позоришта, сакупила је скоро трећину новца прикупљеног донацијама и спонзорством, омогућујући  да започну даљи радови на јавним површинама у марту 2010. године. Позориште је затворено је у јулу 2010. године, како би се омогућио завршетак радова на фоајеу, баровима и аудиторијуму.
Званично поновно отварање било је у среду, 8. септембра 2010. године, само десет и по месеци након што је првобитна кампања покренута, а грађевински радови су завршени по плану. Свечано поновно отварање на позорници су извели глумци Пенелопе Кејт и Петер Баувлес, који су глумили у сопственој продукцији под називом „Ривали”, класичној комедији, где је Бат постављен у временски период око 18. века. Позориште је 2011. године освојило Британску награду за очување грађевинских објеката.

## Архитектура
Зграда позоришта је заштићена законом и сматра се примером џорџијске позоришне архитектуре. Троспратна зграда са пет зидова, са подрумом има кров са парапетом. Изнад врата је попрсје Давида Гарика, које је 1831. године израдио Лусијус Гахаган. Страни део зграде на тргу Бјуфорд, који је првобитно дизајнирао Џорџ Денс млађи, састоји се од пет увала са пиластрима на којима се налазе исклесане музе. Централна врата била су главни улаз за галерију. Источни предњи део, сада главни улаз измењен је из обичног улаза са шест лежишта додавањем округлог лукастог фоајеа. У дворани за 900 седишта налазе се слојеви украшених гипсаних плоча, са црвеним и позлаћеним украсом, те плафоном од тромпе и лустером. Позориште има три галерије, потпомогнуте стубовима од ливеног гвожђа.
Током 2017. године подручје Савлоса између садашњег главног улаза позоришта и некадашње школе Блукоут је претворено у заједнички простор за пешаке, бициклисте и аутомобиле.

### Устинов студио
Године 1997. године саграђен је позоришни студио у задњем делу зграде у улици Монмаут, назван Устинов студио, назван по глумцу Питеру Устинову. Прочеље зграде украшено је бронзаним крилним ликом који је дизајнирао његов син Игор Устинов под називом „Надам се”. Гледалиште од 150 места првобитно је било простор за омладинско позориште и мале турнејске продукције, али програм Устинов убрзо се проширио и обухвата класичне концерте, стенд-ап комедије и интерну продукцију. Како би се задовољиле техничке потребе ове продукције, планирано је реновирање током 2007. године побољшавајући бекстејџ и техничке просторије, предсобље, бар и аудиторијум. Студио Устинов поново је отворен у фебруару 2008. године, сопственом продукцијом Доручак са Мугабеом, у којој су глумили Јосеф Марсел, Мајлс Андерсон и Николас Бејли.
Године 2011. награђивани режисер Лоренс Босвел постављен је за првог уметничког директора Устиновог студија. Током америчке сезоне 2012. у студију Устинов, Сара Рул у добила је награду за глуму и номинована је за три награде Тони. Студио Устинов такође је номинован за престижну награду Питер Брук, 2012. године. Новинар Доминик Кевендиш похвалио је место манифестацију на церемонији доделе награда. Устинов је такође добио другу узастопну номинацију за награду.
У јесен 2013. године Устинов је представио шпанску сезону златног доба, три нова превода ретко виђених представа. Међу њима су била и трагедија Казна без освете, и романтичне комедије укључујући Дон Гил из Зеленог бреза и Дама без смисла, које су се између септембра и децембра 2013. изводиле у позоришту. У лето 2014. године Устинов студио представио је нову комедију, Лоши Јевреји, а у новембру исте године, црну комедију Флоријана Зелера, Отац, у којој глуми Кенет Крахам. Обе представе постигле су огроман национални и међународни успех у наредне две године, изводивши их готово непрекидно на неколико турнеја, а кулминирало је тиме што је Кенет Кранам освојио награду Оливије за најбољег глумца у представи на церемонији доделе награда 2016. године. У јануару 2020. године међународно призната и вишеструко награђивана позоришна и оперна редитељка Дебора Варнер именована је за уметничког директора Устиновог студија.
Године 2005. године отворено је још једно ново позориште иза Краљевског позоришта, под називом Ег, које пружа професионалне позоришне представе за децу и њихове породице, заједно са радионицама и омладинским позоришним продукцијама. У њему се налази кафе који је такође место дечјих и породичних догађаја, као и повремено тинејџерских уметничких догађаја.
Упоредо са недељним турнејским продукцијама које чине већину његовог програма, Краљевско позориште домаћин је и летње сезоне, чији је кустос Џонатан Чурч. То је уследило из веома цењене сезоне компаније Петер Хол, која се одржавала од 2003. до 2011. године. Многе представе изводе се у Краљевском позоришту у Бату пре службених премијера у Лондону.